# Amfreville-les-Champs (Eure)
Pour les articles homonymes, voir Amfreville-les-Champs.
Ne doit pas être confondu avec Amfreville-les-Champs (Seine-Maritime) ou Amfreville-la-Campagne.
Amfreville-les-Champs est une commune française située dans le département de l'Eure, en région Normandie.

## Géographie

### Localisation
| Douville-sur-Andelle |                       | Radepont          |
| Flipou               | Amfreville-les-Champs | Bacqueville       |
|                      | Heuqueville           | Houville-en-Vexin |

### Hydrographie
La commune est située dans le bassin Seine-Normandie. Elle n'est drainée par aucun cours d'eau.

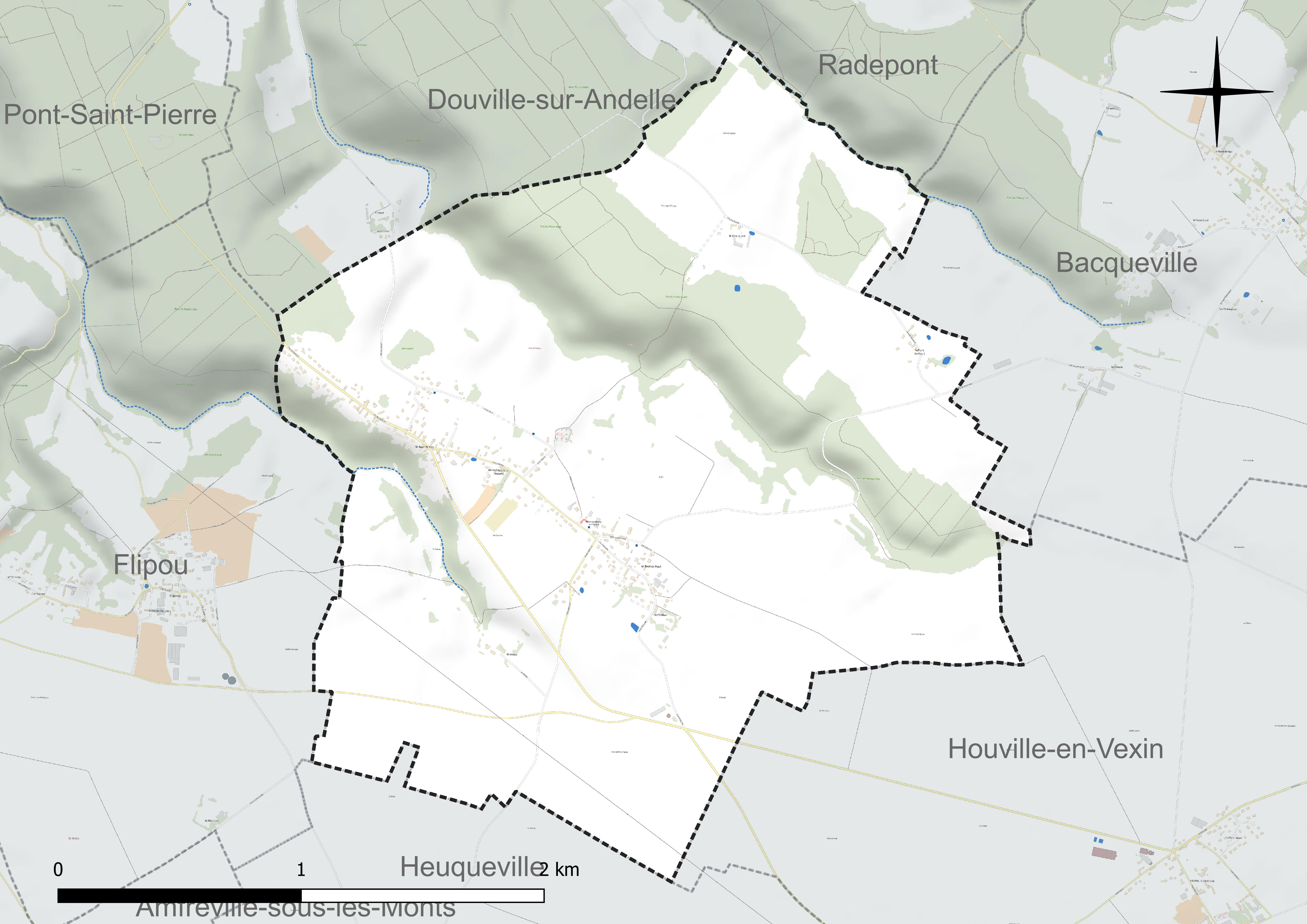
Réseau hydrographique d'Amfreville-les-Champs.

### Climat
Pour des articles plus généraux, voir Climat de la Normandie et Climat de l'Eure.
En 2010, le climat de la commune est de type climat océanique dégradé des plaines du Centre et du Nord, selon une étude du CNRS s'appuyant sur une série de données couvrant la période 1971-2000. En 2020, Météo-France publie une typologie des climats de la France métropolitaine dans laquelle la commune est exposée à un climat océanique et est dans la région climatique Côtes de la Manche orientale, caractérisée par un faible ensoleillement (1 550 h/an) ; forte humidité de l’air (plus de 20 h/jour avec humidité relative > 80 % en hiver), vents forts fréquents. Parallèlement le GIEC normand, un groupe régional d’experts sur le climat, différencie quant à lui, dans une étude de 2020, trois grands types de climats pour la région Normandie, nuancés à une échelle plus fine par les facteurs géographiques locaux. La commune est, selon ce zonage, exposée à un « climat des plateaux abrités », correspondant aux plaines agricoles de l’Eure, avec une pluviométrie beaucoup plus faible que dans la plaine de Caen en raison du double effet d’abri provoqué par les collines du Bocage normand et par celles qui s’étendent sur un axe du Pays d'Auge au Perche.
Pour la période 1971-2000, la température annuelle moyenne est de 10,3 °C, avec  une amplitude thermique annuelle de 13,9 °C. Le cumul annuel moyen de précipitations est de 775 mm, avec 11,9 jours de précipitations en janvier et 8,2 jours en juillet. Pour la période 1991-2020, la température moyenne annuelle observée sur la station météorologique la plus proche, située sur la commune de Muids à 10 km à vol d'oiseau, est de 12,0 °C et le cumul annuel moyen de précipitations est de 609,1 mm,. Pour l'avenir, les paramètres climatiques de la commune estimés pour 2050 selon différents scénarios d’émission de gaz à effet de serre sont consultables sur un site dédié publié par Météo-France en novembre 2022.

## Urbanisme

### Typologie
Au 1er janvier 2024, Amfreville-les-Champs est catégorisée commune rurale à habitat dispersé, selon la nouvelle grille communale de densité à 7 niveaux définie par l'Insee en 2022.
Elle est située hors unité urbaine. Par ailleurs la commune fait partie de l'aire d'attraction de Rouen, dont elle est une commune de la couronne,. Cette aire, qui regroupe 317 communes, est catégorisée dans les aires de 200 000 à moins de 700 000 habitants,.

### Occupation des sols
L'occupation des sols de la commune, telle qu'elle ressort de la base de données européenne d’occupation biophysique des sols Corine Land Cover (CLC), est marquée par l'importance des territoires agricoles (69,8 % en 2018), une proportion identique à celle de 1990 (69,8 %). La répartition détaillée en 2018 est la suivante : 
terres arables (58,6 %), forêts (24,9 %), prairies (11,2 %), zones urbanisées (5,2 %). L'évolution de l’occupation des sols de la commune et de ses infrastructures peut être observée sur les différentes représentations cartographiques du territoire : la carte de Cassini (XVIIIe siècle), la carte d'état-major (1820-1866) et les cartes ou photos aériennes de l'IGN pour la période actuelle (1950 à aujourd'hui).

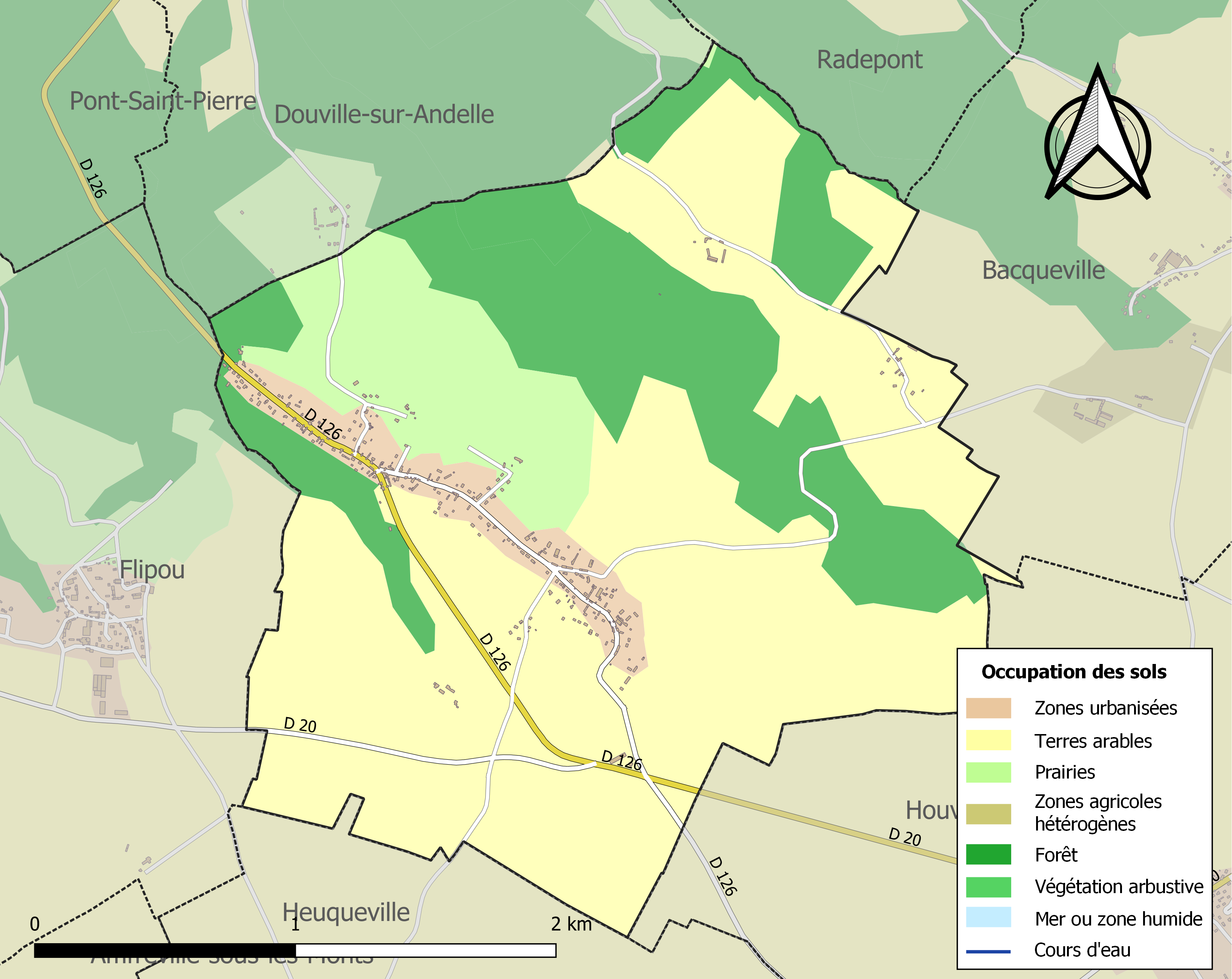
Carte des infrastructures et de l'occupation des sols de la commune en 2018 (CLC).

## Toponymie
Le nom de la localité est attesté sous les formes Anfridivilla en 1034, Amfrevilla in Campis en 1258, Affrenvilla en 1271.
Il s'agit d'une formation toponymique médiévale en -ville au sens ancien de « domaine rural » (élément issu du gallo-roman VILLA « grand domaine rural »).
Le premier élément Amfre- représente l'anthroponyme norrois Asfridr, dont la syllabe As- a régulièrement évolué en A- et s'est nasalisée en [ɑ̃ ]. Le sens global du toponyme est donc « domaine rural d’Asfridr ». Le nom de personne scandinave Asfridr se perpétue dans les patronymes normands Anfry, Lanfry, Anfray, Anfrey et Anfroy.
C'est un des nombreux toponymes normands du type Amfreville, notamment situés dans le département de l'Eure. Le déterminant complémentaire les-Champs a été ajouté dès le Moyen Âge.

## Histoire
Selon la tradition, Guillaume Longue-Epée, après une victoire, donna cette terre au chapitre de la cathédrale de Rouen. L'abbaye de Fontaine-Guérard y avait aussi quelques biens. En 1260, 70 feux soit environ 600 habitants y sont comptabilisés.[réf. nécessaire]

## Politique et administration
| Période                                  | Période    | Identité                        | Étiquette | Qualité                  |
| ---------------------------------------- | ---------- | ------------------------------- | --------- | ------------------------ |
| 16 janvier 1793                          |            | Michel Philippe Dedessuslamare  |           |                          |
| 1797                                     | 1836       | Jean Baptiste François Milliard |           | cultivateur propriétaire |
| 1836                                     | 04/02/1876 | Clérisse Milliard               |           | cultivateur              |
| 1876                                     |            | Jean Baptiste Lemonnier         |           |                          |
| 1888                                     |            | Robert Lecoeur                  |           |                          |
|                                          |            | M. Mérieux ?                    |           |                          |
|                                          |            |                                 |           |                          |
| 08/05/1892                               | 09/06/1909 | Louis Hyacinthe Delesque        |           | cultivateur              |
|                                          |            |                                 |           |                          |
| 1911                                     |            | Laurent Joachim                 |           |                          |
| 13/12/1919                               | 20/12/1961 | Maurice Rocher                  |           | cultivateur              |
|                                          | 11/1974    | Robert Rousselin (1926-1975)    |           | agriculteur              |
| 11/1974                                  | 30/03/2014 | Bernard Toral                   | SE        |                          |
| mars 2014                                | En cours   | Joël Cordier (1952-)            | DVD       | Retraité                 |
| Les données manquantes sont à compléter. |            |                                 |           |                          |

## Population et société

### Démographie
L'évolution du nombre d'habitants est connue à travers les recensements de la population effectués dans la commune depuis 1793. Pour les communes de moins de 10 000 habitants, une enquête de recensement portant sur toute la population est réalisée tous les cinq ans, les populations de référence des années intermédiaires étant quant à elles estimées par interpolation ou extrapolation. Pour la commune, le premier recensement exhaustif entrant dans le cadre du nouveau dispositif a été réalisé en 2004.

En 2022, la commune comptait 444 habitants, en évolution de −3,27 % par rapport à 2016 (Eure : −0,25 %, France hors Mayotte : +2,11 %).
| 1793 | 1800 | 1806 | 1821 | 1831 | 1836 | 1841 | 1846 | 1851 |
| ---- | ---- | ---- | ---- | ---- | ---- | ---- | ---- | ---- |
| 380  | 384  | 356  | 329  | 342  | 360  | 371  | 358  | 355  |

| 1856 | 1861 | 1866 | 1872 | 1876 | 1881 | 1886 | 1891 | 1896 |
| ---- | ---- | ---- | ---- | ---- | ---- | ---- | ---- | ---- |
| 380  | 371  | 357  | 316  | 355  | 288  | 266  | 262  | 275  |

| 1901 | 1906 | 1911 | 1921 | 1926 | 1931 | 1936 | 1946 | 1954 |
| ---- | ---- | ---- | ---- | ---- | ---- | ---- | ---- | ---- |
| 237  | 222  | 219  | 227  | 191  | 198  | 173  | 186  | 193  |

| 1962 | 1968 | 1975 | 1982 | 1990 | 1999 | 2004 | 2006 | 2009 |
| ---- | ---- | ---- | ---- | ---- | ---- | ---- | ---- | ---- |
| 181  | 183  | 221  | 269  | 286  | 342  | 385  | 399  | 429  |

| 2014 | 2019 | 2022 | - | - | - | - | - | - |
| ---- | ---- | ---- | - | - | - | - | - | - |
| 462  | 447  | 444  | - | - | - | - | - | - |

### Cultes

#### Liste des curés
- 1226 : Hugues d'Amfreville ;
- 1659 : Jean Briffaut ;
- 1782 : Simon Gateleau.

## Culture locale et patrimoine

### Lieux et monuments
Amfreville-les-Champs compte plusieurs édifices inscrits à l'inventaire général du patrimoine culturel :
- l'église Saint Pierre (XIIe, XIIIe XVe, XVIe (?) et XIXe siècles)[21]. Le chœur et le portail occidental datent du XIIe/XIIIe siècle ; la tour clocher a été construite au XVe ou au XVIe siècle ; les baies ont été remaniées au XVIIIe siècle ; enfin, une sacristie a été adjointe au XIXe siècle ;
- le presbytère (XVIIIe)[22] ;
- le Manoir Pavillon (XVIIe)[23] ;
- une ferme (probablement du XVIe siècle)[24].

Est également inscrite à cet inventaire la chapelle Saint-Germain, un édifice aujourd'hui détruit.

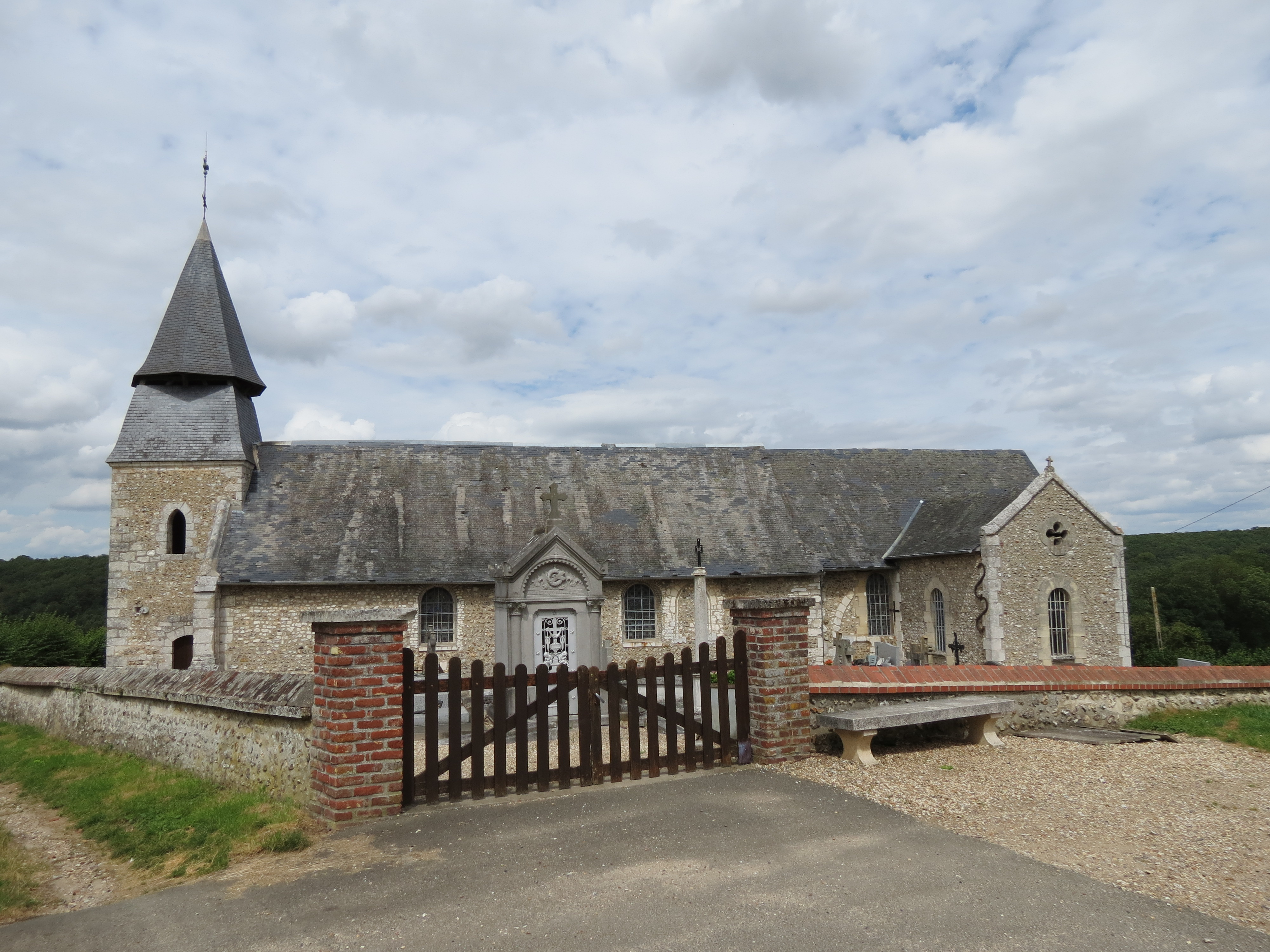
Église Saint-Pierre dans son enclos
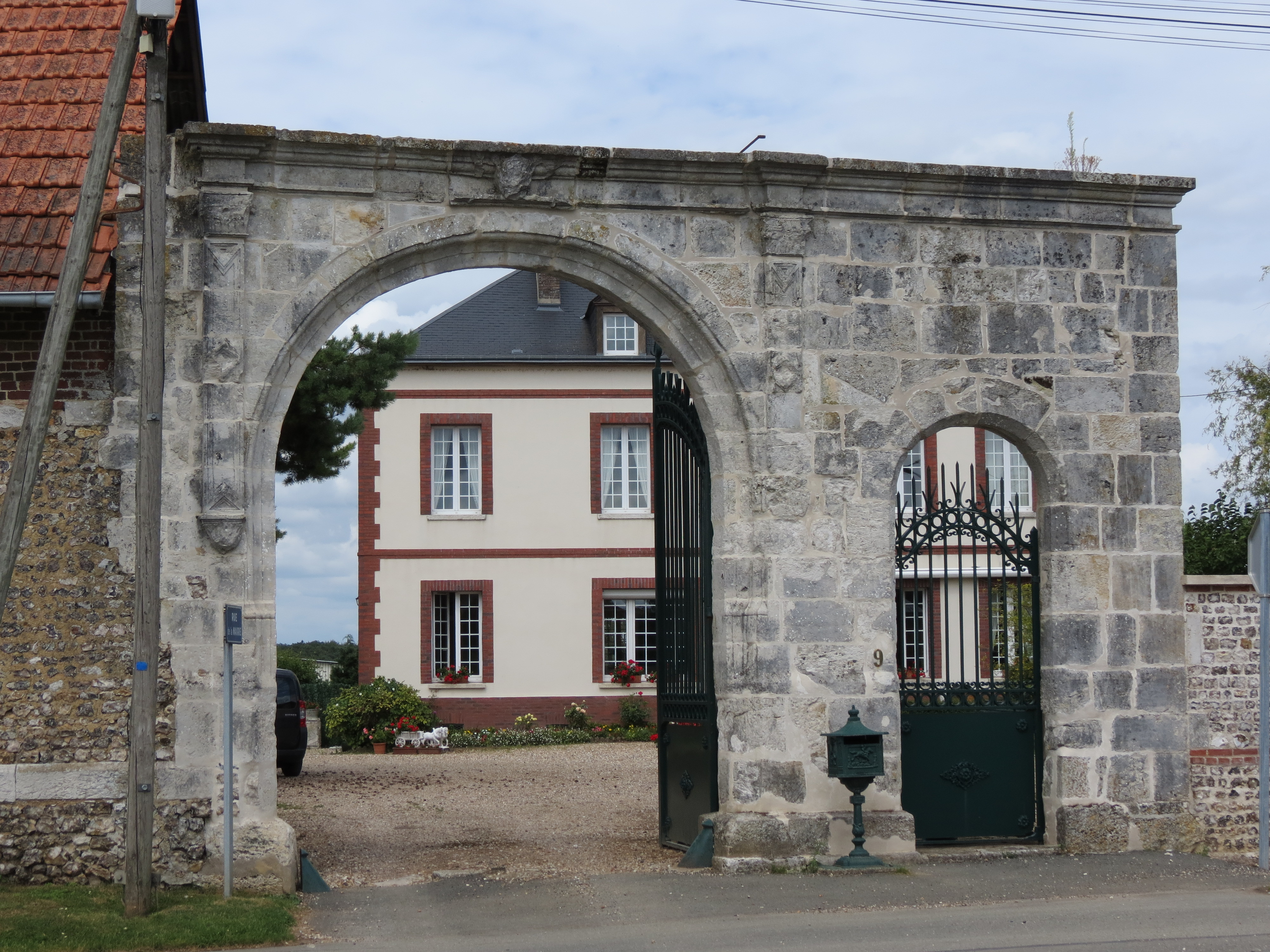
Portail Renaissance d'entrée de ferme

### Patrimoine naturel

#### Site inscrit
- Les Falaises de l'Andelle et de la Seine  Site inscrit (1981)[26].

### Héraldique
| Blason de Amfreville-les-Champs | Blason  | Écartelé : aux 1er et 4e de gueules à l'agneau pascal d'argent, la tête contournée nimbée d'or, tenant une croix haute du même à la banderole d'argent, chargée d'une croisette d'or et au chef cousu d'azur chargé de trois fleurs de lis d'or, aux 2e et 3e de gueules à deux léopards d'or armés et lampassés d'azur, l'un au-dessus de l'autre. |
| Blason de Amfreville-les-Champs | Détails | Les deux léopards d'or des armoiries d'Amfreville-les-Champs rappellent les armoiries de la Normandie. |